# Crack Attack!
Crack Attack! är ett fritt datorspel baserat på Tetris Attack till Super Nintendo. Spelet är ett snabbt och effektfullt pusselspel som kan spelas helt ensam, mot datorn eller mot en mänsklig motståndare över datornätverk.
Crack Attack! har öppen källkod och är skrivet i C++ och OpenGL av Daniel Nelson. Licensen är GNU GPL och spelet finns fritt tillgängligt för nedladdning till GNU/Linux, Windows och Mac OS via dess officiella webbplats. Mac OS X-versionen portades av Jeff Disher, men Daniel Aarno gjorde en annan portning till Mac som han namngav Mac Crack Attack! I Aarnos Mac Crack Attack! finns finesser som ljud och fullskärmsläge medan Dishers portning inte har det. Spelet inkluderas i de flesta större GNU/Linux-distributioner.
Projektet har sedan version 1.1.10 tagits över av Andrew Sayman som har släppt spelets senaste version (1.1.14) till GNU/Linux och Windows. Denna version inberäknar ljud skapat av Miguel Ángel Vilela, en extremlåg grafikinställning, möjligheten att spela mot datorn och diverse buggåtgärder.
Namnet valdes för att antyda hur beroendeframkallande spelet är, och det refererar till narkotikan crack.

## Spelupplevelse
- Solo Mode - Spelaren spelar ensam i ett försök att nå högsta möjliga toppoäng.
- Two Player Mode / VS computer - Två motståndare tävlar om att överleva längst medan det går på tid.
- X-treme Mode - Samma spelstil som de normala lägena, men inkluderar nya typer av avfall och block.

### Koncept
Spelaren måste förhindra att en växande hög med block når toppen av skärmen. Blockhögen växer långsamt i början men ju mer tiden går, desto fortare växer högen. Spelaren måste eliminera blocken genom att tillsammans matcha tre eller fler likfärgade block. Om blocken når skärmens topp har spelaren sju sekunder på sig att reducera mängden block innan spelet är förlorat. Varje gång ett block elimineras eller då avfall omvandlas till block, kommer blockhögen tillfälligt att sluta växa. I samma ögonblick pausar också tidtagaren. När sjusekundersbegränsningen är nådd kommer spelaren att som sista chans ha endast en sekund på sig att eliminera blocken för att återställa tidtagaren. Om allt avfall elimineras och det inte finns några block kvar i kontakt med toppen av skärmen, kommer tidtagaren att ställas om till sitt ursprungliga läge igen.
Avfall skapas genom kombinationer eller genom att eliminera tre block samtidigt (undantaget är gråfärgade block vilka skapar grått avfall även då tre block elimineras). När två motståndare möts kan vilket avfall som helst som skapas av den ena spelaren falla över på den andra sidan. När spelet upplevs i solo mode faller avfallet på spelaren. När väl avfall faller på spelarens sida kan det elimineras genom att framgångsrikt kombinera, och därmed eliminera, något block som står i förbindelse med det.

### Kombinationer/Kedjor
Kombinationer (kombos) eller kedjor kan genomföras då en blockeliminering omedelbart åtföljs av fler elimineringar. Det här leder till att poängen från blockelimineringen multipliceras - ju längre kombo, desto högre blir kombomultipliceringen. Den högsta multipliceringen som går att uppnå på skärmen är x12. Emellertid är detta endast en grafisk begränsning, och avfallet som skapas fortsätter att öka ännu mer då fler kombos utförs konsekvent efter att antalet x12 har nåtts.